# TEM7
A TEM7 (oroszul: ТЭМ7) a Szovjetunióban az 1970-es évek végén, az 1980-as évek elején kifejlesztett, nyolc tengelyes, dízel-elektromos hajtású tolatómozdony, melyet az oroszországi Ljugyinovói Dízelmozdonygyár gyárt még napjainkban is. Fő alkalmazási területe a 9–10 ezer tonnás elegyek kis sebességgel történő vontatása (tolatási, rendezési műveletek), ezenkívül a nagyon rossz tapadási viszonyokkal rendelkező iparterületeken (pl. olajtelepeken) adódó tolatási feladatok végzése. Emiatt az ipari vállalatok körében is kedvelt típus. A nyolctengelyes futómű a kis sugarú pályaívekben is jól alkalmazható, ugyanis a négytengelyes forgóvázak két kéttengelyes egységből állnak, melyeket közvetítőkeret kapcsol össze.

## Mozdonyok az USA-ba
A 90-es években Amerikába is került néhány TEM7-es, búzáért cserébe, de végül az ottani üzembeállításából nem lett semmi, évekig félre voltak állítva. Az orosz kormánynak az üzlettel a Ljugyinovói Dízelmozdonygyár megrendelésekhez juttatása és ezáltal a megsegítése volt a célja.